# 足の不自由な男を癒す聖ペテロと聖ヨハネ
『足の不自由な男を癒す聖ペテロと聖ヨハネ』（あしのふじゆうなおとこをいやすせいペテロとせいヨハネ、仏: Saint Pierre et saint Jean guérissant le boiteux、英: Saints Peter and John Healing the Lame Man）は、17世紀フランスの画家ニコラ・プッサンが1655年にキャンバス上に油彩で制作した絵画である。『新約聖書』の「使徒言行録」に題材を得て、聖ペテロと福音記者ヨハネが起こした奇跡を主題としている。作品は、1924年にマークワンド基金 (Marquand Fund) により購入されて以来、ニューヨークのメトロポリタン美術館に所蔵されている。

## 作品
おそらくプッサンは、1515-1516年にイタリア・ルネサンスの画家ラファエロが工房の助手たちと制作した、10点の連作タペストリーのための巨大なカルトン (原寸大下絵) から着想を得たのであろう。「使徒言行録」を主題にしたこれらのカルトンの1点には、本作と同じ主題が描かれていた。
「使徒言行録」 (3:2-4, 6-7) によれば、聖ペテロと聖ヨハネは歩行のできない男を治癒する。
すると、生まれつき足の不自由な男が運ばれてきた。神殿の境内に入る人に施しを乞うため、毎日「美しい門」と呼ばれる神殿の門のところに置いてもらっていたのである。ペトロ (ペテロ) はヨハネと一緒に彼をじっと見て、「私たちを見なさい」と言った。[中略]ペトロは言った。「私には銀や金はないが、持っているものをあげよう。ナザレの人イエス・キリストの名によって立ち上がり、歩きなさい。」そして、右手を取って立ち上がらせた。

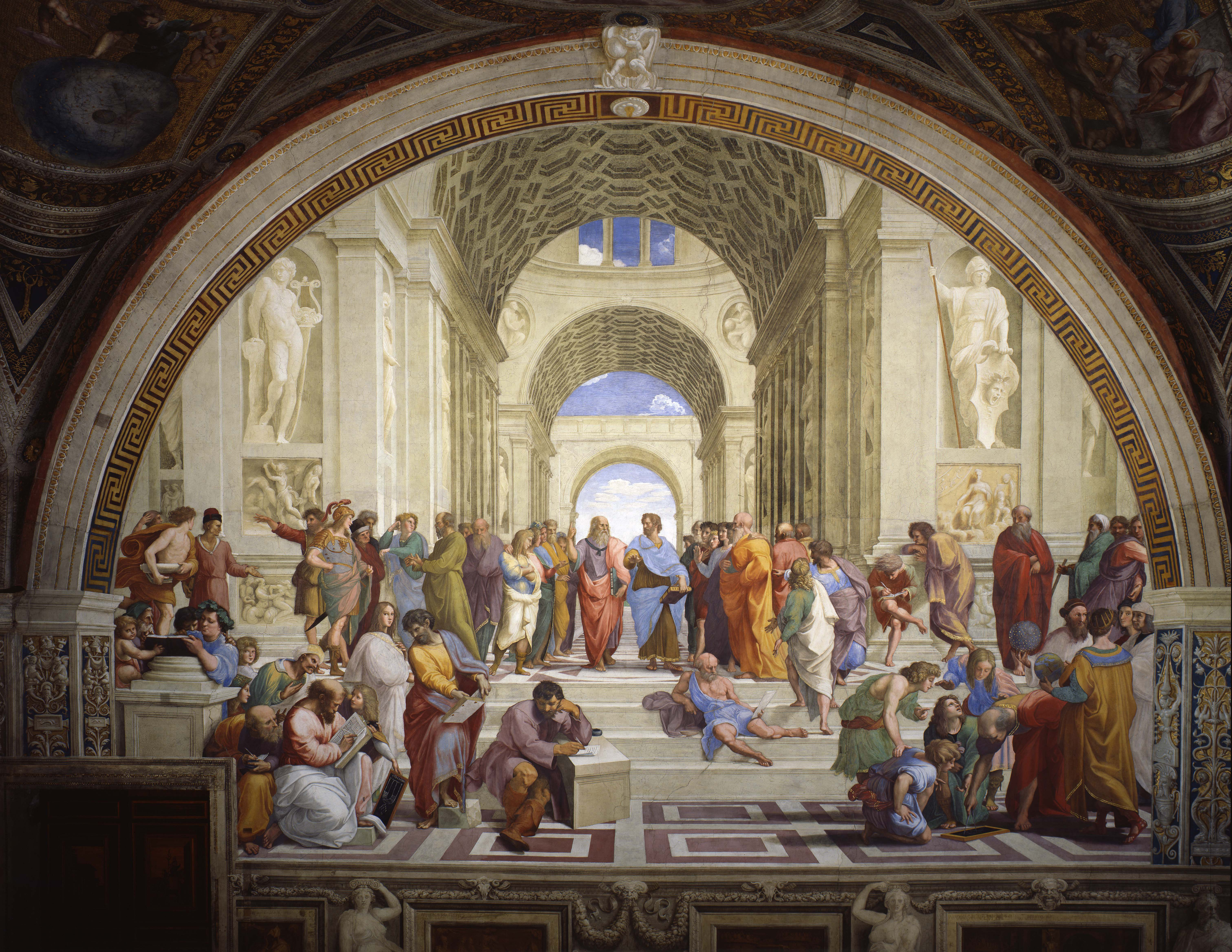
ラファエロ『アテナイの学堂』(1509-1511年)、ヴァチカン宮殿、ローマ

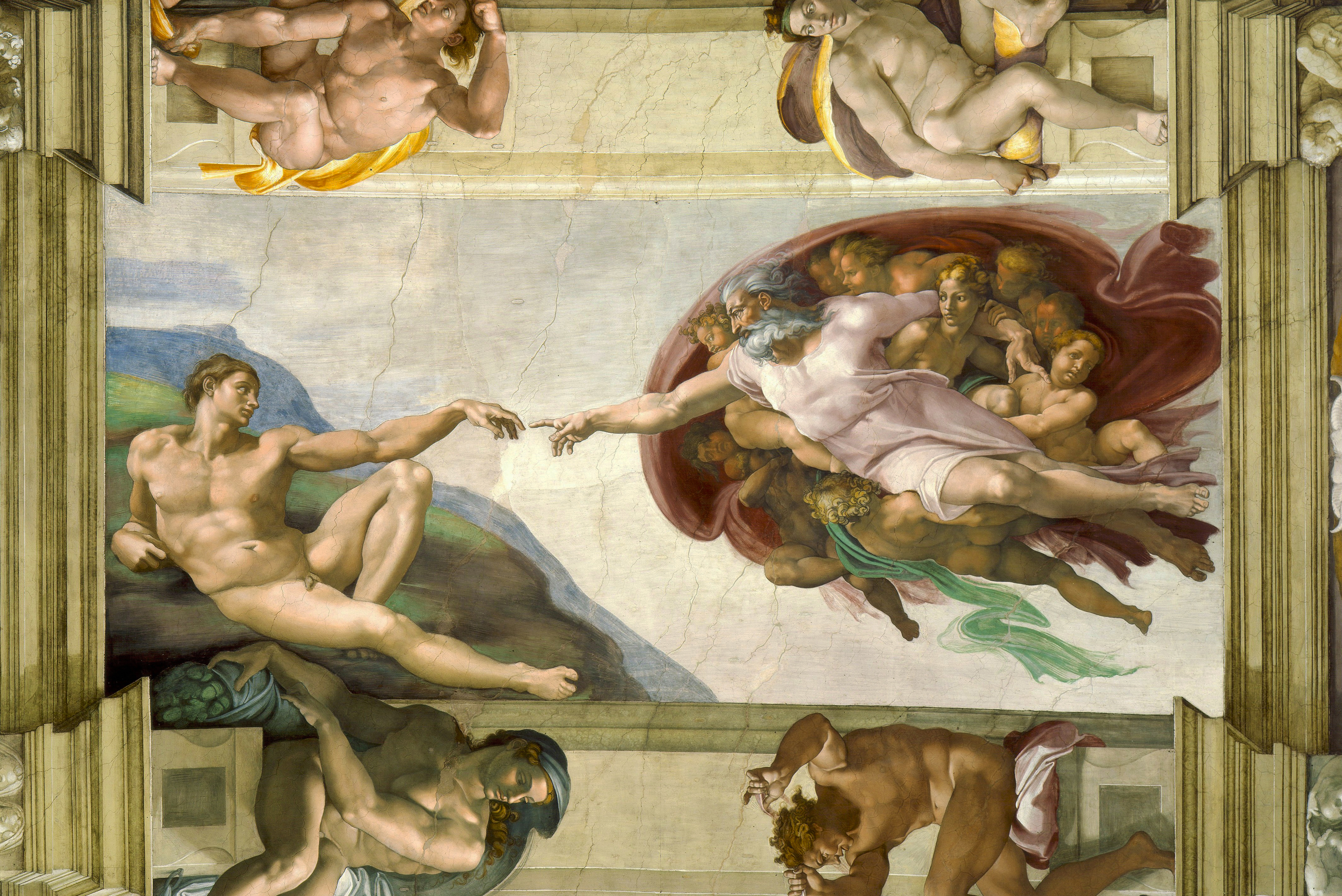
ミケランジェロ『アダムの創造』(1508-1512年)、ヴァチカン宮殿、ローマ

このように聖書の記述には、物語の舞台であるエルサレムの神殿の門と3人の人物しか登場しない。しかし、ラファエロもプッサンも、多数の人物を組み合わせながら画面を構成している。プッサンの本作の構図には、バチカン宮殿のラファエロのフレスコ画『アテナイの学堂』 (1509-1511年) の影響が認められる。両作品とも、神殿の階段上に計測されたピラミッド型構図を用いているのである。また、人物の手の動きには、システィーナ礼拝堂の天井画としてミケランジェロが描いた『アダムの創造』(1508-1512年) の神とアダムの手のポーズが反映されている。さらに、人物の顔貌、とりわけアーモンド形の目と直線的な鼻は古代の彫刻を模している。